# Ungarische Eishockeynationalmannschaft
Die ungarische Eishockeynationalmannschaft belegt den 20. Platz in der IIHF-Weltrangliste und spielt bei Weltmeisterschaften momentan in der Division I (Stand nach der Weltmeisterschaft 2018). Bisher nahm das Team dreimal an Olympischen Spielen teil, zuletzt bei den Spielen 1964 in Innsbruck.
Organisiert wird die Nationalmannschaft vom nationalen Eishockeyverband Magyar Jégkorong Szövetség. Im aktuellen Kader steht kein NHL-Spieler, mit Tamás Gröschl (Edmonton Oilers), Levente Szuper (Calgary Flames) und János Vas (Dallas Stars) wurden jedoch bisher drei Spieler in Nordamerika gedraftet.
Während 2007 der Aufstieg in die Top-Division noch knapp verpasst wurde, gelang mit dem 4:2-Sieg gegen die Ukraine am 19. April 2008 nach 70 Jahren der Wiederaufstieg in die stärkste Gruppe der WM. Bei der Weltmeisterschaft 2009 in der Schweiz stieg das ungarische Team wieder in die Division I ab.
2015 stieg Ungarn als zweitplatziertes Team hinter Kasachstan erneut in die Top-Division auf.
Zur Vorbereitung auf die jährlichen Weltmeisterschaften nimmt die Nationalmannschaft regelmäßig an Turnieren der Euro Ice Hockey Challenge teil.

## Nationaltrainer
- Jarmo Tolvanen seit 2017
- Rich Chernomaz 2013–2017
- Diego Scandella 2012
- Kevin Primeau 2011–2012
- Ted Sator 2009–2011
- Pat Cortina 2004–2009
- Dušan Kapusta 2003–2004
- Ján Jaško 2001–2003
- Kercsó Árpád 2000–2001
- Palla Antal 1998–1999
- Kercsó Árpád 1998
- Palla Antal 1996–1997
- Kercsó Árpád 1995–1996
- Szeles Dezső 1991–1994
- Palla Antal 1990
- Szeles Dezső 1990
- Boróczi Gábor 1988–1989
- Jakabházy László 1988
- Boróczi Gábor 1982–1987
- Jakabházy László 1979–1981
- Rajkai László 1978–1979
- Boróczi Gábor 1976–1978
- Boróczi Gábor und Jakabházy László 1973–1975
- Andrej Csaplinszkij 1971–1973
- Jakabházy László 1969–1971
- Rajkai László 1964–1969
- Vladimir Kominek 1960–1964
- Czerva László 1959–1960
- Bikár Deján 1946
- Lator Géza 1935–1939
- John Dewar 1934
- Minder Frigyes 1927–1933

## Platzierungen

### Olympische Spiele
- 1928: 11. Platz
- 1936: 8. Platz
- 1964: 16. Platz

### Weltmeisterschaften
- 1920–1924: nicht teilgenommen
- 1928: 11. Platz
- 1930: 6. Platz
- 1931: 7. Platz
- 1932: nicht teilgenommen
- 1933: 7. Platz
- 1934: 6. Platz
- 1935: 12. Platz
- 1936: 8. Platz
- 1937: 5. Platz
- 1938: 7. Platz
- 1939: 7. Platz
- 1947–1948: nicht teilgenommen
- 1959: 3. B-WM
- 1960–1962: nicht teilgenommen
- 1963: 2. C-WM
- 1964: 16. Platz
- 1965: 4. B-WM
- 1966: 7. B-WM
- 1967: 8. B-WM
- 1968: nicht qualifiziert
- 1969: 3. C-WM
- 1970: 4. C-WM
- 1971: 3. C-WM
- 1972: 5. C-WM
- 1973: 3. C-WM
- 1974: 4. C-WM
- 1975: 4. C-WM
- 1976: 2. C-WM
- 1977: 6. B-WM
- 1978: 5. B-WM
- 1979: 5. B-WM, Gr. A
- 1981: 3. C-WM
- 1982: 5. C-WM
- 1983: 2. C-WM
- 1985: 8. B-WM
- 1986: 6. C-WM
- 1987: 5. C-WM
- 1989: 4. C-WM
- 1990: 7. C-WM
- 1991: 6. C-WM
- 1992: 4. C1-WM
- 1993: 5. C-WM
- 1994: 6. C1-WM
- 1995: 6. C1-WM
- 1996: 4. C-WM
- 1997: 6. C-WM
- 1998: 1. C-WM
- 1999: 8. B-WM
- 2000: 1. C-WM
- 2001: 4. Div. I, Gr. A
- 2002: 2. Div. I, Gr. B
- 2003: 3. Div. I, Gr. A
- 2004: 4. Div. I, Gr. A
- 2005: 3. Div. I, Gr. A
- 2006: 4. Div. I, Gr. A
- 2007: 2. Div. I, Gr. B
- 2008: 1. Div. I, Gr. B
- 2009: 16. Platz
- 2010: 2. Div. I, Gr. B
- 2011: 2. Div. I, Gr. A
- 2012: 3. Div. IA
- 2013: 3. Div. IA
- 2014: 5. Div. IA
- 2015: 2. Div. IA
- 2016: 15. Platz
- 2017: 5. Div. IA
- 2018: 4. Div. IA
- 2019: 5. Div. IA
- 2020–2021: keine Austragung
- 2022: 2. Div. IA
- 2023: 15. Platz
- 2024: 1. Div. IA
- 2025: 14. Platz